# Najet Attia
Najet Attia (arabe : نجاة عطية) est une chanteuse tunisienne.

## Biographie
Née d'un père tunisien, originaire de l'île de Djerba, et d'une mère italienne, ses parents décident de rentrer définitivement, avec leurs six enfants, en Tunisie pour vivre à Djerba.
Elle se révèle au public pour la première fois, en 1979, à l'émission de télévision Maâ ennes alors qu'elle n'a que onze ans ; elle y chante la chanson Lili ya layali de Warda al-Jazairia. Elle participe par la suite à différentes manifestations musicales dans le Sud de la Tunisie. À l'âge de quatorze ans, elle est l'invitée de l'émission Fan wa maweheb, où elle chante la chanson d'Oum Kalthoum, Haâblou bokra.
Elle enchaîne ensuite les émissions et présente, en 1983, son premier succès, Nadou maâya essabr, une composition d'Abdelkrim Shabou. Elle intègre la Troupe nationale de musique et devient très rapidement une grande vedette à chacune de ces sorties ; la troupe compte, entre autres, Dhekra Mohamed, Amina Fakhet et Soufia Sadok. 
À la fin des années 1980, elle se retire subitement de la scène et profite d'une longue pause pour se marier et se consacrer à sa vie privée. 
Elle revient épisodiquement sur la scène du Festival international de Carthage en 2001, 2005 et 2010.
Après un long séjour au Caire, elle sort un nouvel album en 2009, Daiman ana, et signe avec la maison de production Rotana pour sa distribution.
Elle fait un triomphe au Festival de la médina à Tunis, en août 2012, avec des reprises d'Oum Kalthoum, qui vont vibrer le public, et des chansons de son répertoire, avec entre autres Ach dirtilak et Chemss annahar. Elle revient, le 17 juillet 2014, à nouveau au festival, mais cette fois-ci avec des reprises en hommage à Saliha en plus de ses chansons dont le fameux cocktail. 